# Association Sportive Oussou Saka
L'Association Sportive Oussou Saka o Association Sportive de Porto-Novo és un club beninès de futbol de la ciutat de Porto-Novo.

## Palmarès
- Lliga beninesa de futbol: [4]
  - 1970, 1972, 1973